# Stazione di Villa San Sebastiano
La stazione di Villa San Sebastiano è uno scalo ferroviario posto nel comune di Tagliacozzo. Costruita a servizio della frazione di Villa San Sebastiano, la stazione è ubicata lungo la ferrovia Roma-Pescara.

## Storia
La stazione è stata inaugurata il 12 novembre 1919; venne in seguito trasformata in fermata impresenziata.

## Strutture e impianti
Lo scalo è strutturato su due livelli ed ospita una sala d'attesa dotata di validatrice.

## Movimento
Il servizio è svolto da Trenitalia secondo contratto di servizio stipulato con la Regione Abruzzo ed è costituito da un unico treno giornaliero proveniente da Avezzano e con destinazione Roma Termini.

## Servizi
La stazione non possiede alcun tipo di servizio.